# Orde de la Mercè
L'Orde Reial i Militar de Nostra Senyora de la Mercè de la Redempció dels Captius, més conegut com l'Orde dels Mercedaris o l'Orde de la Mercè, és un orde religiós mendicant que va ser fundat a Barcelona (Principat de Catalunya) l'any 1218 per sant Pere Nolasc (un jove mercader de teles) i sant Ramon de Penyafort, amb el suport de Jaume I el Conqueridor i el bisbe Berenguer II de Palou, amb l'objectiu de redimir els cristians captius dels musulmans i que fins a l'any 1779 va aconseguir alliberar un total de 60.000 persones de la seva captivitat a les terres de l'islam. Avui es dedica a l'assistència als necessitats ("captius" d'altre tipus: malalts, marginats, drogoaddictes, presos, etc.). Els seus membres reben els noms de mercedaris o mercenaris.

## Història

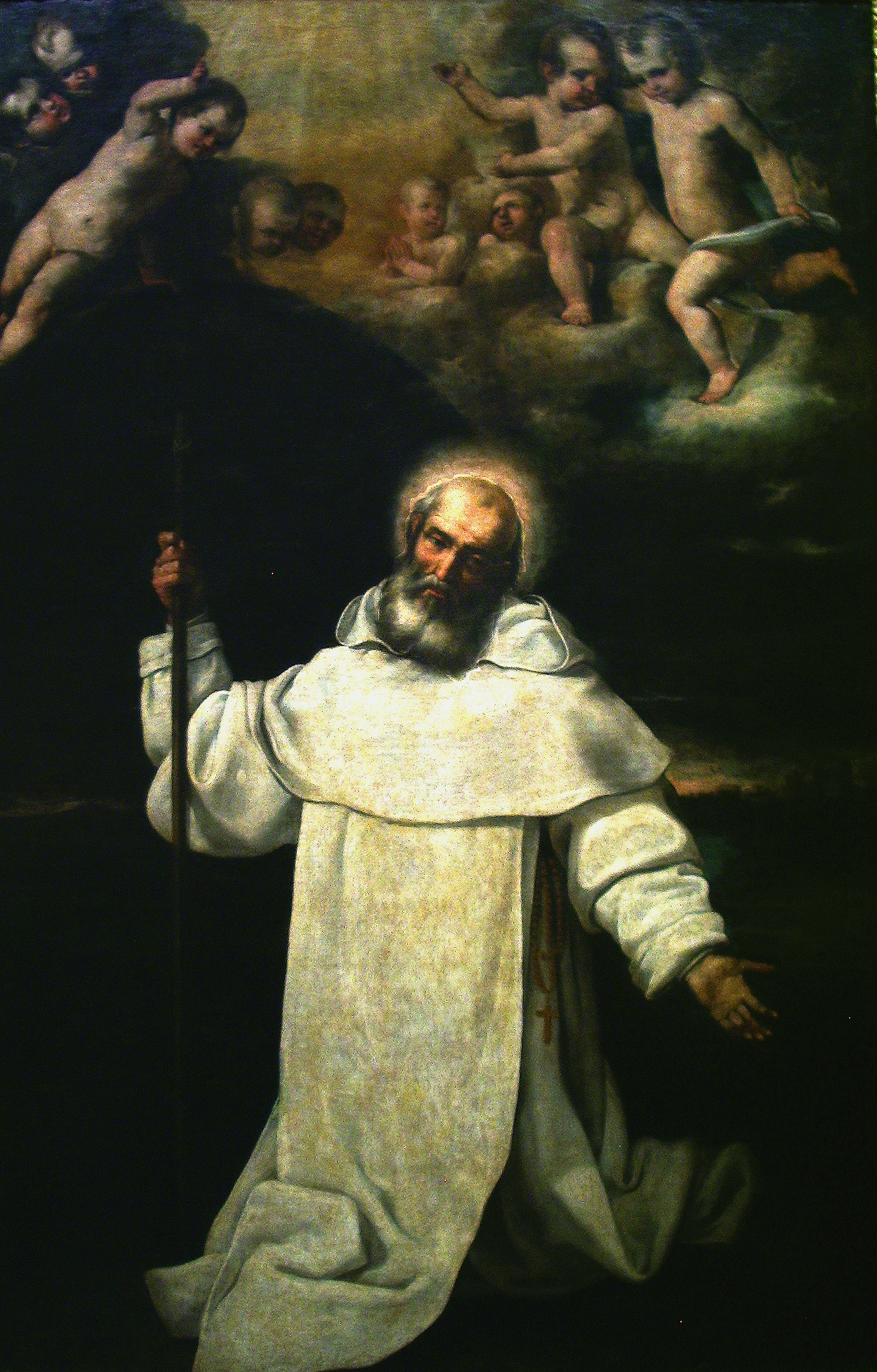
Sant Pere Nolasc amb hàbit mercedari, per Jusepe Martínez

L'Orde dels Mercedaris va néixer com un orde format per religiosos i cavallers que va rebre ràpidament el suport de les autoritats eclesiàstiques catalanes i també de les civils, com ho mostra el suport donat a l'orde pel bisbe de Barcelona Berenguer II de Palou i pel rei Jaume el Conqueridor de la Corona d'Aragó, ja que mentre el primer els reconeixia com a clergues, el segon els va investir com a cavallers del Regne. Els mercedaris, com a força militar, es van destacar al capdavant de les tropes catalanes en les campanyes de la conquesta de Mallorca (1229) i València (1238).
Finalment el papa Gregori IX va reconèixer-ne l'existència mitjançant una butlla papal l'any 1235, que atorgava a l'orde la regla de Sant Agustí. Va esdevenir orde clerical l'any 1317 i orde mendicant l'any 1690.

### Fundació

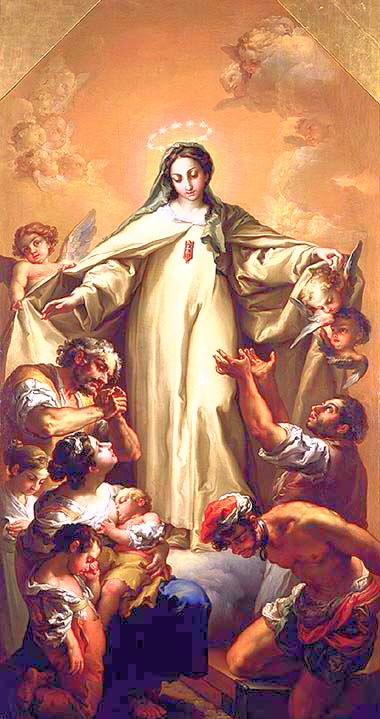
La Mare de Déu de la Mercè, amb l'hàbit de l'orde

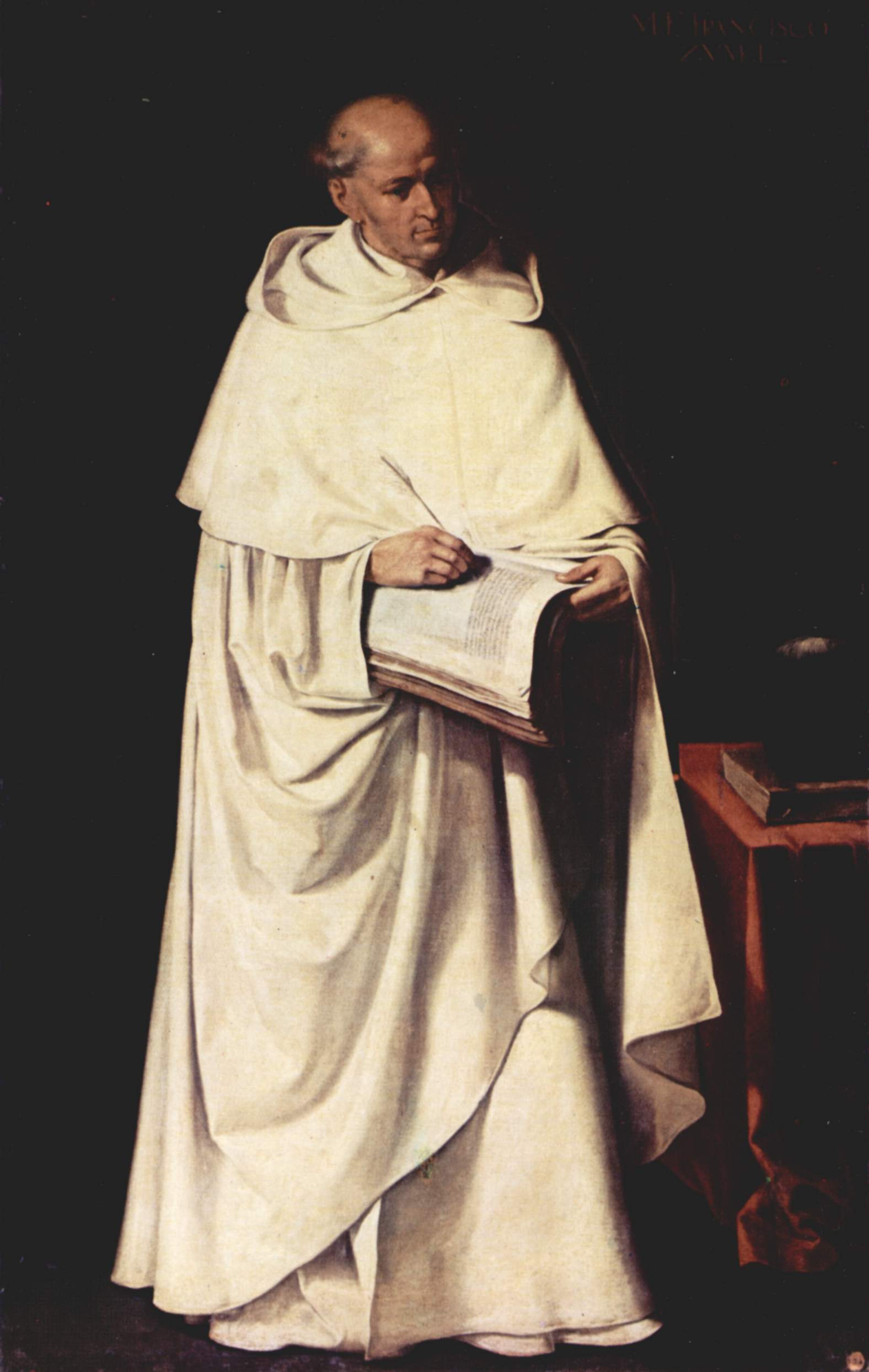
El pare Zumel, per Zurbarán (Madrid, Academia de Bellas Artes de San Fernando)

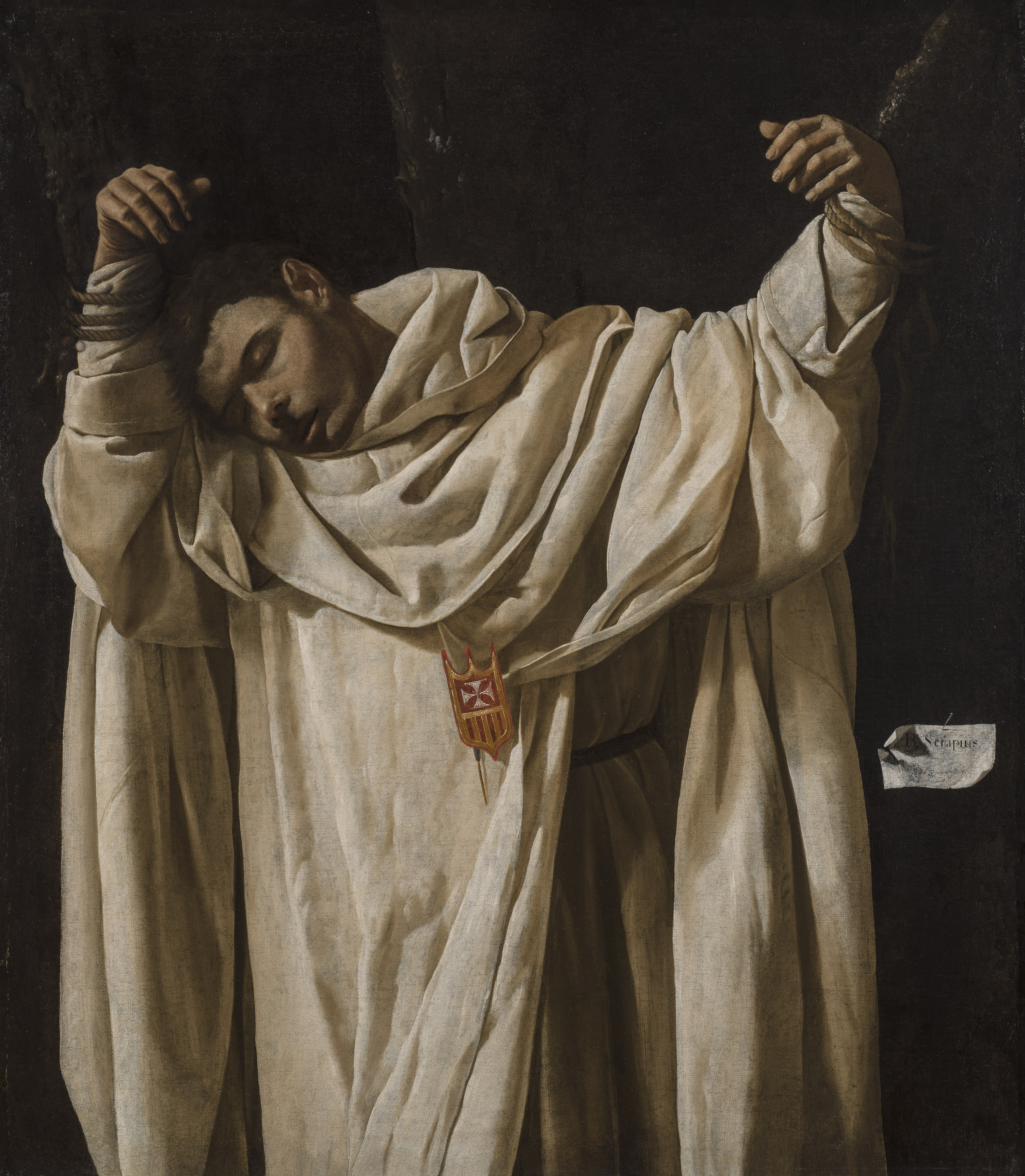
Sant Serapi amb l'hàbit mercedari, per Zurbarán

Sant Pere Nolasc havia començat la seva tasca de redempció de captius el 1203, primer sol i després amb un grup de seguidors laics; després de quinze anys, en veure que la missió que s'havia imposat era massa gran per a unes poques persones i el nombre de captius que alliberar era cada cop més gran, va replantejar-se la situació. La llegenda pietosa diu que, demanant la inspiració de Déu, la nit de l'1 d'agost de 1218, va tenir una visió de la Mare de Déu que li deia que transformés el seu grup en un orde religiós que, amb la protecció de l'Església i la corona, podria aconseguir els seus objectius. L'endemà, continua la tradició, Pere Nolasc s'adreçà al palau reial de Barcelona per a explicar el seu projecte al rei Jaume I el Conqueridor i va trobar que aquest també havia tingut el mateix somni.
La història certifica que Pere va exposar el pla al rei i els seus consellers, entre els quals hi havia el bisbe de Barcelona Berenguer II de Palou, per tal de fundar un orde religiós sota l'advocació de la Mare de Déu amb la intenció d'alliberar captius. La proposta va agradar i el 10 d'agost de 1218 el nou orde va ser solemnement constituït a la Catedral de Barcelona. El bisbe Berenguer de Palou va donar al nou orde l'hàbit blanc i la regla de Sant Agustí com a norma de vida, i els concedí l'ús del símbol heràldic de la catedral (de gules, una creu patent d'argent) al seu escut.
Per la seva part, el rei va reconèixer l'orde com a institució civil i orde militar, i va autoritzar l'ús del senyal reial (els quatre pals vermells sobre fons d'or) a l'escut de l'orde. A més, donà a l'orde l'Hospital de Santa Eulàlia de Barcelona com a primera seu. Tot plegat, l'orde era un orde religiós de redempció format per germans laics.
Les primeres constitucions de l'orde són de 1272. S'hi fixa el seu nom: Orde de la Mare de Déu de la Mercè de Redempció de Captius. Fins a aquesta data, l'orde havia estat coneguda també com a Orde de Santa Eulàlia, Orde de la Mercè dels Captius o Orde de la Mercè.

### Carisma i quart vot

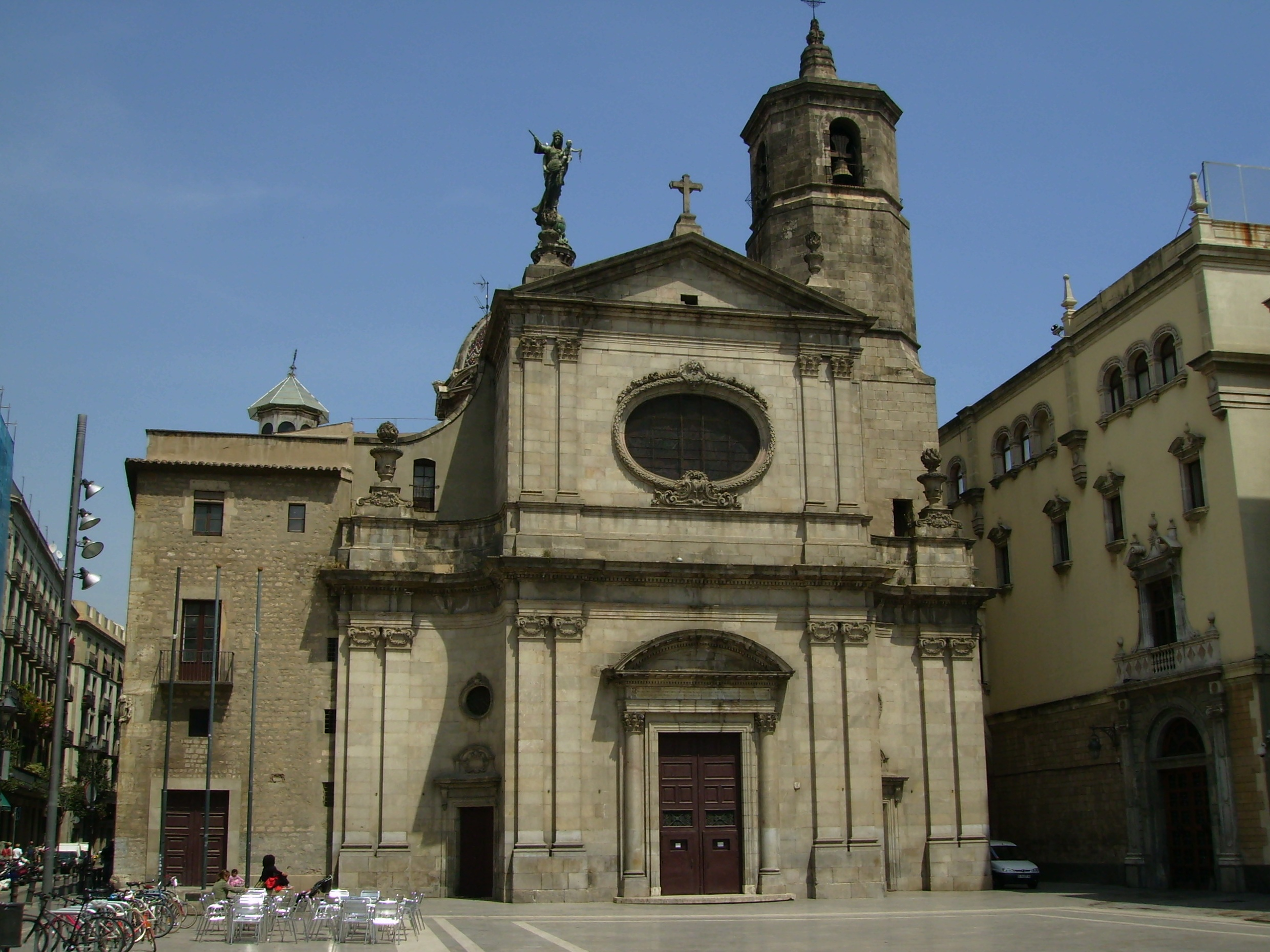
Façana de la basílica de la Mercè a Barcelona i antic convent (a la dreta) casa mare de l'orde

Els mercedaris pronunciaven quatre vots: els tres habituals de pobresa, castedat i obediència i el més característic de l'orde, el de lliurar-se ells personalment com a ostatges o lliurant llur vida, si calgués, per aquells captius que estaven a punt de perdre llur creença en la fe catòlica. Entre els segles xiv i xviii foren nombroses les ocasions en què els pirates musulmans assaltaven les costes de llevant de la península Ibèrica, en què s'emportaven sovint com a ostatges moltes persones de les àrees assaltades, persones per les quals més tard els musulmans demanaven un rescat o bé els venien com a esclaus al nord d'Àfrica. Era en aquell moment en què entraven en joc els mercedaris, ja que aquests anaven en processó per diferents pobles per tal de recollir almoines, tot oferint serveis religiosos a fi i efecte de recaptar els diners suficients per comprar la llibertat dels dissortats captius. Un cop aconseguits els diners, s'hi enviava un membre de l'orde per tal de fer el pagament o per lliurar-se en lloc del captiu en cas que no s'haguessin aconseguit els diners acordats. En aquest sentit destaquen els casos de sant Ramon Nonat, sant Serapi i sant Pere Ermengol, que foren torturats i assassinats a canvi de lliurar un captiu en lloc seu.
Així els mercedaris varen complir amb escreix la seva funció original, ja que es poden comptabilitzar un total de 344 redempcions i 60.000 persones alliberades de la seva captivitat.

#### Sentit actual del quart vot
A partir de 1812 l'orde va deixar de banda la seva funció redemptora, ja que en teoria l'esclavitud s'havia abolit, motiu pel qual va començar a desenvolupar tasques de caràcter missioner i caritatiu. El pare Pedro Armengol Valenzuela, ministre general llavors, va reformar l'orde per tal que atengués noves maneres de redempció de les "noves captivitats" que amenacen l'home: pobresa, marginació, addiccions, presó, etc.
Les primeres constitucions són les de 1272, o de Narbona. En elles, el vot de l'orde s'expressa: "... tots els germans de l'orde han de ser sempre ben disposats a donar les seves vides, si és necessari, com Jesucrist va donar la seva per nosaltres...". La idea es repeteix a les constitucions albertines (1327), les de Zumel (1588) i les de Madrid (1692). Les de Roma, de 1895 i les de 1970 aclareixen el sentit del vot en els temps moderns:
Els mercedaris, empesos per la caritat, es dediquen a Déu pel vot particular en virtut del qual prometen donar la seva pròpia vida, si fos necessari, com Crist va fer per nosaltres, per a alliberar de les noves formes d'esclavitud els cristians que estan en perill de perdre la seva fe.
La qual cosa queda confirmada a les constitucions últimes de 1986.

### D'orde laic a clerical
A mesura que s'anava difonent, els membres clergues augmentaven en nombre. Al capítol general de 1317 al Puig, va ser nomenat mestre general un sacerdot, per primer cop. Aquest va promulgar unes noves constitucions en 1327, on es remarcaven els aspectes espirituals i monàstics de la vida religiosa de l'orde.
Durant el segon viatge a Amèrica de 1493, Cristòfor Colom va anar acompanyat per alguns mercedaris. Durant els anys següents, els mercedaris van intervenir activament en l'evangelització de les noves terres. El primer convent americà dels mercedaris va ser el de Santo Domingo, fundat en 1514. A poc a poc, els mercedaris van destacar per la seva defensa dels pobles indígenes davant dels abusos dels colonitzadors. Les seves principals missions van ser a Mèxic (1516), Panamà (1522), Nicaragua (1528), Perú (Cusco i Lima) i Bolívia (1532), Equador (1534), Costa Rica i Veneçuela (1535), Argentina (1536) i, especialment, Xile (1562).
Durant els segles xvii i XVIII l'orde va arribar al seu major desenvolupament: el 1775 tenia a Europa 229 convents amb 4.493 religiosos, en vuit províncies.

### De 1800 al segle XX
En començar el segle xix, era present a Espanya, Itàlia i França, però les supressions i secularitzacions de l'època van gairebé acabar amb l'orde, que va desaparèixer totalment de França. A Amèrica, en independitzar-se els estats, també van desaparèixer molts dels convents de l'orde.
Cap al 1880, hi havia a Europa només 30 religiosos en tres cases i esglésies de l'orde. En conjunt, hi havia uns tres-cents mercedaris, molts d'ells grans. El mestre general, Ermengol Valenzuela, va dedicar els seus esforços a revifar l'orde, formant nous religiosos i obrint noves cases. En 1893 va redactar unes noves constitucions, aprovades per la Santa Seu en 1895. Amb elles, l'orde feia propi l'objectiu de la misericòrdia, les missions i l'educació dels joves. En 1911, Valenzuela va deixar el seu càrrec amb dues províncies a Europa, cinc a Amèrica, seixanta cases i 450 religiosos.

## Actualitat
Al final del 2005 l'orde comptava amb un total de 720 membres i 156 convents. De la seva presència inicial a Europa (als Països Catalans, Castella, Portugal, Itàlia i França), va arribar a tenir una àmplia representació a l'Amèrica del Sud, en concret a Xile, el Brasil i l'Argentina, on va participar activament en l'evangelització de diferents tribus autòctones.
Els religiosos es dediquen a la cura pastoral a parròquies, a l'assistència com a capellans a les presons, a l'acció educativa i assistencial en favor dels joves abandonats, marginats o desafavorits i a les missions. El carisma de l'orde és l'alliberament de les noves formes d'esclavitud espiritual, psicològica, econòmica o social, treballant amb: presos (tant a la presó com amb ajuts per a la reinserció posterior), refugiats, joves marginats i perseguits, marginats i explotats dels països en vies de desenvolupament...
El 2010 l'Orde de la Mercè - Província de Catalunya-Aragó va rebre la Creu de Sant Jordi.
El 2016 el mercedari català Manuel Antonio Anglés Herrero fou escollit nou conseller general de l'Ordre Mercedària per als sis anys següents.

## Sants destacats de l'Orde Mercedari
Vegeu la categoria:Mercedaris

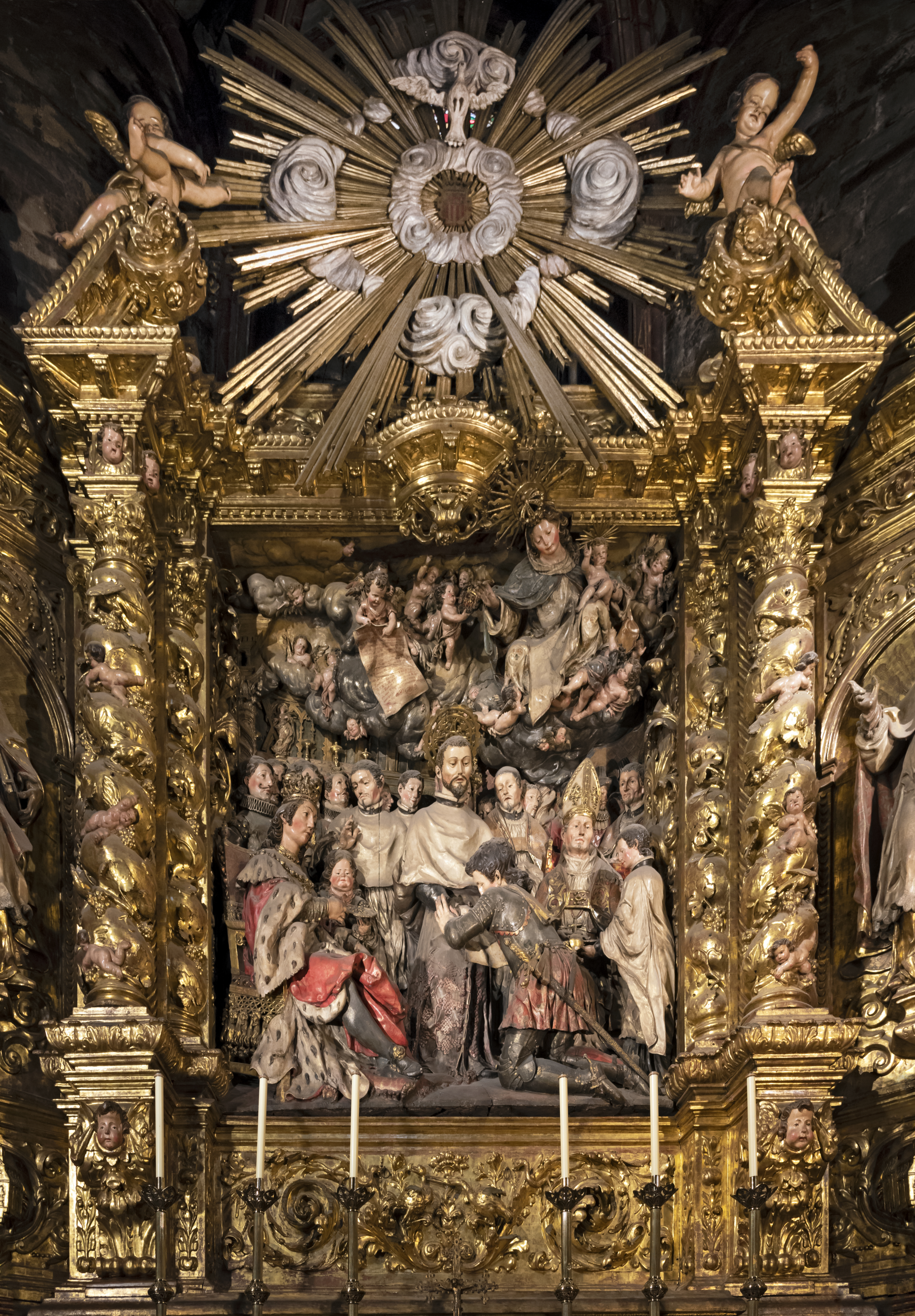
Fundació de l'Orde de la Mercè, panell central del retaule de la Mercè a la Catedral de Barcelona, per Joan Roig (1688).

Aquests són els sants mercedaris més coneguts, inclosos al Martirologi romà:
- Sant Pere Nolasc, barceloní, fundador de l'orde.
- Sant Serapi, natural de Londres, patró dels malalts.
- Sant Ramon Nonat, nascut a Portell (la Segarra), patró de les mares gestants.
- Sant Pere Pasqual, valencià, patró dels estudiants.
- Sant Pere Ermengol, nat a la Guàrdia dels Prats (Conca de Barberà).
- Santa Maria de Cervelló, barcelonina, primera religiosa mercedària.
- Beata Mariana de Jesús, monja.

A banda, l'orde venera, com a beats i sants de l'orde, i amb festivitat litúrgica limitada a les celebracions internes, un nombre considerable de frares destacats al llarg de la història, com els primers generals, els màrtirs de l'orde o altres figures.